# Cyrtoclytus callizonus
Cyrtoclytus callizonus är en skalbaggsart som först beskrevs av Charles Joseph Gahan 1906. Cyrtoclytus callizonus ingår i släktet Cyrtoclytus och familjen långhorningar.
Artens utbredningsområde är Myanmar. Inga underarter finns listade i Catalogue of Life.